# Бочечка Олександр Олександрович
Бочечка Олександр Олександрович (нар. 16.12.1953, с. Недра Баришівського р-ну Київської обл., Україна) — український науковець  в  галузі матеріалознавства,  доктор технічних  наук, член-кореспондент Національної академії наук Україна, заступник директора з наукової роботи  Інституту надтвердих матеріалів ім. В.М. Бакуля Національної Академії Наук України.

## Освіта
У 1976 р. Бочечка О.О. закінчив Київський державний університет ім. Т.Г. Шевченка за фахом «Загальна фізика», спеціалізація «Оптика твердого тіла».
У 1981 -1984 рр. навчався в аспірантурі при  Інституті надтвердих матеріалів ім. В.М. Бакуля Національної академії наук України за спеціальністю "Матеріалознавство", та у 1987 р. Бочечка О.О. захистив кандидатську дисертацію «Спікання заготовок для волок з алмазних мікропорошків в присутності металічної фази при високих статичних тисках»: 05.02.01: матеріалознавство в машинобудуванні / Ін-т надтвердих матеріалів АН УРСР.
У 1997-2000 рр. навчався в докторантурі ІНМ, та захистив дисертацію на звання доктора технічних наук «Наукові основи спікання композитів на основі алмазу при високому тиску»: 05.02.01: матеріалознавство / Ін-т надтвердих матеріалів ім. В.М. Бакуля НАН України (2002).

## Наукова та викладацька діяльність
У 1976-1979 рр. працював учителем фізики в Денисовській восьмирічній школі Переяслав-Хмельницького району Київської області. З 1979 р працює в Інституті надтвердих матеріалів інженером, молодшим науковим співробітником, з 1989 р — старшим науковим співробітником, з 2003 р — провідним науковим співробітником відділу «Технології синтезу і спікання надтвердих матеріалів», з 2012 року — завідувач відділом «Дослідження фізико-хімічних процесів синтезу надтвердих матеріалів і їх структури». У 2015 затверджено на посаді заступника директора з наукової роботи Інституту надтвердих матеріалів ім. В.М. Бакуля НАН України.
У 1995 р. Бочечка О.О присвоєно вчене звання старшого наукового співробітника.
Під керівництвом доктора наук О.О. Бочечки захищено 2 кандидатські та 1 докторську дисертації.
Бочечка О.О. є співавтором трьох монографій, автором близько 235 наукових публікацій в рецензованих виданнях,  в тому числі 15 українських та зарубіжних патентів та авторських свідоцтв.
З 2004 р. Бочечка О.О.- член  спеціалізованої вченої ради Д 26.230.01 при Інституті надтвердих матеріалів ім. В.М. Бакуля, також є заступником Голови Вченої ради  Інституту надтвердих матеріалів ім. В.М.Бакуля.

## Напрямки досліджень
Основна наукова діяльність спрямована на вивчення  умов і механізмів одержання під високим тиском полікристалічних та композиційних надтвердих матеріалів на основі алмазу, а також процесів формування наноструктури  в алмазних полікристалічних та композиційних матеріалах, що поєднують високу твердість, міцність, зносостійкість і термостійкість.

## Наукові результати
1.Олександр Бочечка виявив закономірності впливу тиску, температури, активуючих добавок, газового середовища, вакуумної обробки на процеси ущільнення алмазних порошків різної дисперсності, формування структури та фізико-механічних властивостей полікристалів і композитів на їх основі.
2. Науково обґрунтував концепцію створення композитів на основі алмазу шляхом активованого спікання алмазних порошків і формування в одержуваних полікристалах структурних елементів із високим рівнем дисперсності та реалізував її основні положення при реакційному спіканні алмазу з кремнієм, є співавтором розробки та впровадження у виробництво термостійкого алмазного композиційного матеріалу.
3. Створив науково-технологічні основи одержання композиту алмаз-SiC інструментального призначення, яке здійснюється в апаратах високого тиску за рахунок просочування пресовки алмазного порошку рідиною кремній-вуглець, що формується з вихідної суміші порошків кремнію, графіту та алмазного нанопорошку. Один з розробників способу одержання нанокомпозиту алмаз — карбід вольфраму шляхом спікання в умовах високого тиску та температури алмазних нанопорошків статичного та детонаційного синтезу з добавками наночастинок вольфраму. В результаті взаємодії алмазу з вольфрамом в процесі спікання в проміжках між алмазними наночастинками утворюються наночастинки карбіду вольфраму, хімічно зв’язані з алмазними. В композиті поєднуються високі твердість, тріщиностійкість та термостабільність.

## Визнання
Бочечка О.О. Удостоєний Почесного диплома Благодійного фонду сприяння алмазній справі (ФОСАЛ) — «За створення і дослідження властивостей нових полікристалічних надтвердих матеріалів» (2014 року).
Член профспілкового комітету науково-технологічного алмазного концерну «АЛКОН» НАН України (2006–2015).

## Публікації
1. Поликристаллические материалы на основе алмаза / А.А. Шульженко, В.Г. Гаргин, В.А. Шишкин, А.А. Бочечка; отв. ред. Н.В. Новиков; АН УССР. ИСМ. — Киев : Наук. думка, 1989. — 192 с. — Библиогр.: с. 174-187 (251 назв.).
2. Свойства поликристаллов, спеченных при высоких давлениях из алмазных нанопорошков детонационного и статического синтеза // Сверхтвердые материалы. — 2002. — № 6. — С. 37—42. [Архівовано 14 вересня 2016 у Wayback Machine.]
3. Влияние дегазации на формирование поликристаллов из алмазных нанопорошков детонационного и статического синтеза // Физика твердого тела. — 2004. — 46, № 4. — С. 652-655. [Архівовано 18 березня 2019 у Wayback Machine.]
4. Анализ движущих сил процесса спекания алмазных порошков микро- и нанодиапазонов при высоком давлении // Сверхтвердые материалы. — 2009. — № 5. — С. 12-21. [Архівовано 24 серпня 2017 у Wayback Machine.]
5. Алмазний полікристалічний композиційний матеріал алмаз- карбід вольфраму для бурового інструменту / О.О. Бочечка, І.А. Свешніков, СМ. Назарчук та ін. // Інструментальний світ. — 2011. — № 1—2. — С. 50—52. [Архівовано 3 жовтня 2016 у Wayback Machine.]
6. Одержання полікристалічних матеріалів спіканням нанодисперсних алмазних порошків за високого тиску. Огляд / О. О. Бочечка // Сверхтвердые материалы. — 2018. — № 5. — С. 38-50.600 [Архівовано 29 листопада 2018 у Wayback Machine.]
7. Вплив вольфраму на кінетику окиснення алмазного нанопорошку / В. Я. Забуга, О. О. Бочечка, Г. Г. Цапюк, Т. О. Куриляк, О. С. Федорчук // Сверхтвердые материалы. — 2016. — № 1. — С. 12-23.
8. Особливості кристалізації алмазу в системі Mg–Zn–B–C / О. І. Чернієнко, О. О. Бочечка, В. М. Ткач, Н. М. Білявина, Г. А. Петасюк, Л. О. Романко, В. С. Гаврилова, Ю. Д. Філатов // Сверхтвердые материалы. — 2015. — № 6. — С. 18-33. [Архівовано 2 листопада 2019 у Wayback Machine.]
9. Закономірності просочення розплавами металів пористої системи, утвореної алмазним нанопорошком при високих тиску і температурі / Е. М. Луцак, О. О. Бочечка // Породоразрушающий и металлообрабатывающий инструмент — техника и технология его изготовления и применения. — 2015. — Вып. 18. — С. 351-354. [Архівовано 7 березня 2022 у Wayback Machine.]
10. Композити на основі мікропорошків КНБ, структурованих вуглецевою зв’язкою, як функціональні елементи в структурі робочого шару алмазно-абразивного інструменту. 1. Шліфпорошки з композитів як абразивні елементи / В. І. Лавріненко, Б. В. Ситник, В. Г. Полторацький, О. О. Бочечка, В. Ю. Солод // Сверхтвердые материалы. — 2014. — № 3. — С. 65-72. [Архівовано 17 березня 2022 у Wayback Machine.]
11. Вивчення взаємодії в системах Сu–Ti–алмаз і Co–W–алмаз при змочуванні алмазних полікристалів та просочуванні алмазного нанопорошку УДА в умовах високих тиску і температури / Е. М. Луцак, О. О. Бочечка, В. М. Ткач, Н. М. Білявина // Сверхтвердые материалы. — 2014. — № 1. — С. 33-39. [Архівовано 5 березня 2022 у Wayback Machine.]